# ジェリー・サンズ
ジェラルド・ロバート・サンズ（Gerald Robert "Jerry" Sands, 1987年9月28日 - ）は、アメリカ合衆国ニューヨーク州ミドルタウン出身の元プロ野球選手（外野手、内野手）。右投右打。

## 経歴

### プロ入りとドジャース時代
2008年のMLBドラフト25巡目（全体757位）でロサンゼルス・ドジャースから指名され、6月10日に契約。傘下のルーキー級ガルフ・コーストリーグ・ドジャースでプロデビュー。46試合に出場して打率.205・10本塁打・33打点・5盗塁の成績を残した。
2009年はA級グレートレイクス・ルーンズとパイオニアリーグのルーキー級オグデン・ラプターズでプレー。A級グレートレイクスでは32試合に出場して打率.260・5本塁打・19打点・1盗塁の成績を残した。
2010年はA級グレートレイクスでプレーし、69試合に出場して打率.333・18本塁打・46打点・14盗塁だった。6月にAA級チャタヌーガ・ルックアウツへ昇格。68試合に出場して打率.270・17本塁打・47打点・4盗塁の成績を残した。
2011年はAAA級アルバカーキ・アイソトープスで開幕を迎え、4月18日にドジャースとメジャー契約を結んだ。同日のアトランタ・ブレーブス戦でメジャーデビュー。「7番・左翼手」で先発起用され、3打数1安打1打点2三振だった。その後は主に左翼手として先発起用され、41試合に出場したが、打率が.200と結果を残せず、6月9日にAAA級アルバカーキへ降格した。登録枠が拡大された9月6日にメジャーへ昇格。この年メジャーでは61試合に出場して打率.253・4本塁打・26打点・3盗塁の成績を残した。
2012年3月27日にAAA級アルバカーキへ配属され、開幕を迎えた。5月15日にマット・ケンプが故障者リスト入りしたためメジャーへ昇格。昇格後は8試合に出場したが、20打数4安打1打点8三振と結果を残せず、5月29日にAAA級アルバカーキへ降格した。8月6日に再昇格し、同日のコロラド・ロッキーズ戦で先発起用されたが、3打数無安打2三振とアピール出来ず、8月9日にAAA級アルバカーキへ降格した。この年メジャーでは9試合に出場して打率.174・1打点だった。

### パイレーツ傘下時代
2012年10月4日、8月25日に成立したトレードの後日発表選手として、ルビー・デラロサと共にボストン・レッドソックスへ移籍したが、12月26日にジョエル・ハンラハン、ブロック・ホルトとのトレードで、マーク・マランソン、ストルミー・ピメンテル、イバン・デヘスース・ジュニアの3選手と共にピッツバーグ・パイレーツへ移籍した。
2013年3月1日にパイレーツと1年契約に合意。3月13日にAAA級インディアナポリス・インディアンスへ配属され、開幕を迎えた。この年はAAA級インディアナポリスとルーキー級ガルフ・コーストリーグ・パイレーツでプレー。AAA級インディアナポリスでは106試合に出場して打率.207・7本塁打・34打点の成績を残した。オフの12月13日にDFAとなった。

### レイズ時代
2013年12月23日にウェイバー公示を経てタンパベイ・レイズへ移籍した。
2014年1月7日にDFAとなり、1月9日に40人枠を外れる形でAAA級ダーラム・ブルズへ配属された。開幕をAAA級ダーラムで迎え、開幕後は54試合に出場した。6月1日にウィル・マイヤーズが故障者リスト入りしたため、代役としてレイズとメジャー契約を結んだ。同日のレッドソックス戦で「4番・指名打者」として先発起用され、2年ぶりのメジャー公式戦出場となったが、4打数無安打3三振に終わった。その後は指名打者や代打として起用されていたが、6月23日に左手首の故障で15日間の故障者リスト入りし、8月20日に60日間の故障者リストへ異動。そのままシーズンを終えた。この年は12試合に出場して打率.190・1本塁打・4打点だった。オフの11月3日にDFAとなり、11月5日にAAA級ダーラムへ降格。11月9日にFAとなった。

### インディアンス時代
2014年12月15日にクリーブランド・インディアンスとマイナー契約を結んだ。
2015年は傘下のAAA級コロンバス・クリッパーズで開幕を迎え、4月10日にメジャー昇格した。昇格後は9試合に出場して打率.348・4打点の成績を残していたが、4月29日にDFAとなった。後、5月5日に40人枠を外れる形でAAA級コロンバスへ配属された。その後、5月28日に再昇格して31日に再びDFAとなり、6月6日に40人枠を外れる形でAAA級コロンバスへ配属された。さらに7月31日にこのシーズン3度目のメジャー昇格を果たした。昇格と降格を繰り返したこの年は、50試合に出場。打率.236・4本塁打・19打点という打撃成績を残した。守備では右翼手で32試合、一塁手で11試合、左翼手で7試合を守った。

### ホワイトソックス時代

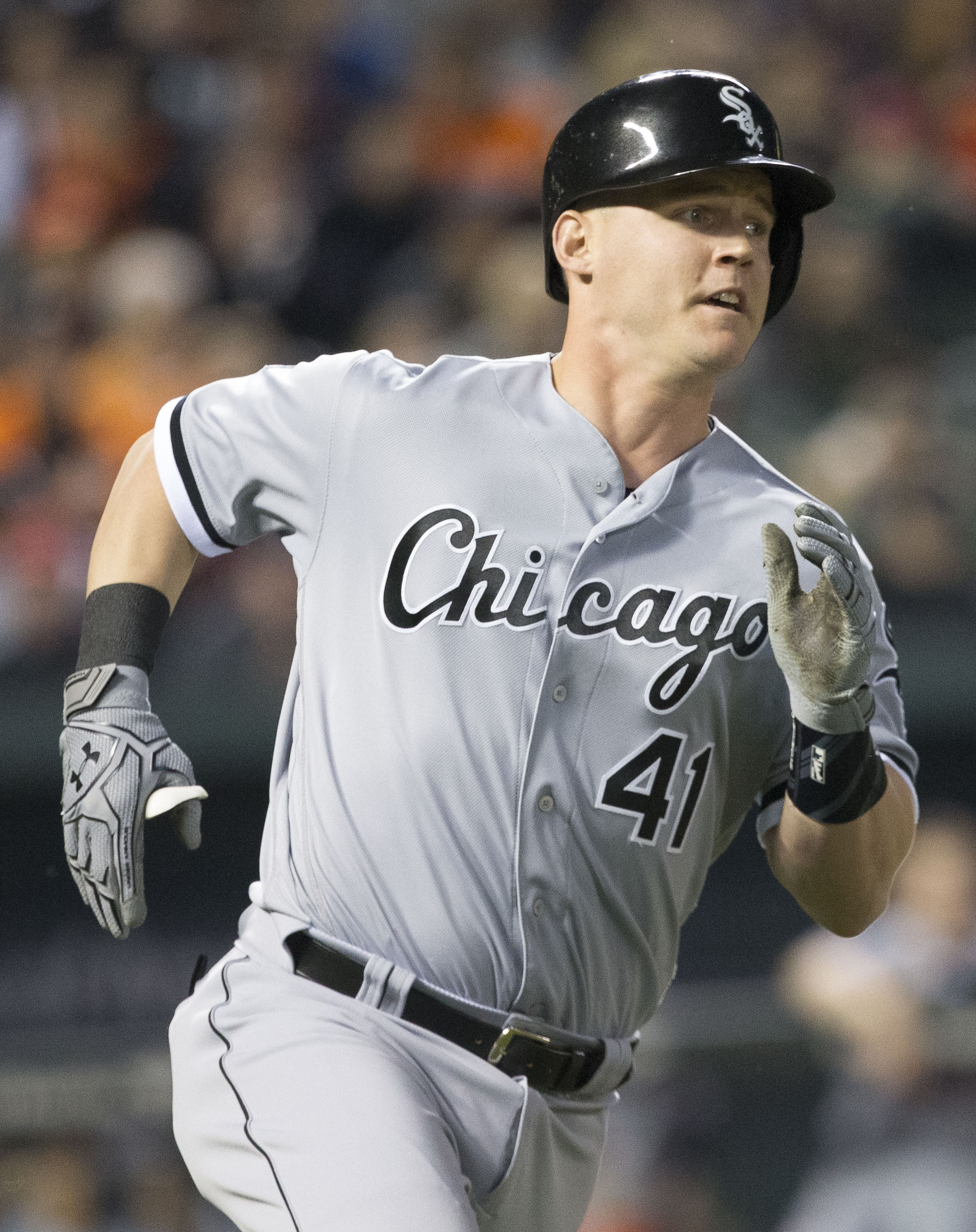
ホワイトソックス時代のサンズ（2016年4月30日）

2015年12月23日にウェイバー公示を経てシカゴ・ホワイトソックスへ移籍した。
2016年6月7日にDFAとなり、17日に40人枠を外れる形で傘下のAAA級シャーロット・ナイツへ配属された。10月6日にFAとなった。

### ペイトリオッツ時代
2017年2月13日に独立リーグ・アトランティックリーグのサマセット・ペイトリオッツと契約。39試合に出場して打率.319・13本塁打・45打点の成績を残した。

### ジャイアンツ傘下時代
2017年6月3日にサンフランシスコ・ジャイアンツとマイナー契約を結び、傘下のAA級リッチモンド・フライングスクウォーレルズへ配属された。

### ネクセン・キウム時代
2018年8月7日に、KBOのネクセン・ヒーローズと契約。登録名は샌즈（センジュ）で、打撃不振を理由に退団したマイケル・チョイスの代役としての契約ながら、リーグ戦25試合の出場で12本塁打、37打点を記録した。
チーム名が「キウム・ヒーローズ」に変更された2019年に、リーグ戦通算113打点で最多打点のタイトルを獲得。しかし、シーズン終了後には年俸をめぐる交渉がまとまらず、翌2020年の再契約に至らなかった。

### 阪神時代
2019年12月20日に、NPBの阪神タイガースと契約したことが発表された。推定年俸110万ドル（約1億2100万円）の1年契約で、背番号は52。
2020年、例年は「1チームにつき最大で4人」と定められているNPBの外国人枠が新型コロナウイルスへの感染拡大に伴う特例で5人に拡大されたことなどを背景に、前年から在籍するジェフリー・マルテ、自身の前に新加入が決まったジャスティン・ボーアとの同時起用（通称「MBS砲」）による打線の強化が期待されていた。自身はオープン戦から打撃不振に陥ったため、「MBS砲」でただ1人レギュラーシーズンを二軍で迎えていた。一軍の打線が開幕から極度の打撃不振に陥っていたことや、開幕から一軍に帯同していたジョン・エドワーズの戦線離脱で外国人枠に余裕が生じたことを受けて、開幕8日後の6月27日から一軍に昇格。同日の対横浜DeNAベイスターズ戦（横浜スタジアム）に「6番・左翼手」としてスタメンで一軍の公式戦に初めて出場すると、チームの1点ビハインドで迎えた9回表二死一・二塁の第5打席で、NPB初安打・初本塁打・初打点を山﨑康晃からの逆転3点本塁打で記録した。復帰当初は6番打者ながら、シーズン当初の構想に沿ってマルテ・ボーアと並んでスタメンに名を連ねたことがあったものの、マルテが故障で戦線を離脱した7月以降は3番打者に定着。7月28日の対東京ヤクルトスワローズ戦（明治神宮野球場）では、5番打者のボーアと共に満塁本塁打を放った。阪神で複数の新外国人選手が一軍の公式戦で1試合に揃って満塁本塁打を記録した事例は、この試合でのサンズとボーアが初めてである。さらに、シーズン中盤までNPB両リーグでトップの得点圏打率を記録するなど、KBO時代に続いて勝負強さを随所で発揮。開幕から相次いで4番打者を任されていたボーアが不振、マルテが故障、大山悠輔が不振に陥ったことを背景に、8月20日の対読売ジャイアンツ戦（東京ドーム）からは阪神の公式戦史上第106代目の4番打者に起用された。ボーアに続いて8月27日の対中日ドラゴンズ戦（阪神甲子園球場）でシーズン2桁本塁打を達成すると、同月30日の対広島東洋カープ戦（MAZDA Zoom-Zoom スタジアム広島）から3試合連続本塁打を記録した。阪神の新外国人選手による一軍公式戦での3試合連続本塁打は、2000年のトニー・タラスコ以来20年ぶりで、2試合目に当たる9月1日の対ヤクルト戦（甲子園）ではNPB初のサヨナラ本塁打も放っている。 一軍公式戦全体では110試合の出場で、打率.257、97安打、19本塁打、64打点を記録。「MBS砲」がスタメンに並んだ公式戦は全120試合中6試合にとどまったものの、ボーアがこの年限りで退団したのに対して、自身とマルテはチームに残留した。
2021年には、1月17日に来日すると、春季キャンプからチームに合流。ボーアに代わって入団したメル・ロハス・ジュニアが新型コロナウイルス感染拡大対策としての入国制限の影響で4月上旬まで来日できなかったのに対して、自身はオープン戦から好調で、一軍における3月26日のレギュラーシーズン開幕戦（明治神宮野球場での対東京ヤクルトスワローズ戦）では決勝ソロ本塁打を含む3安打2本塁打と活躍。4月1日の対広島戦（マツダスタジアム）では、4回表に先頭打者として四球で出塁すると、「次打者・佐藤輝明が三塁へ飛球を放った間にタッチアップで二塁へ進む」という珍しいタッチアップを披露した（記録は野選）。6月10日の対北海道日本ハムファイターズ戦（札幌ドーム）では来日後初めて一塁の守備に就いたものの、前年に続いて夏場以降は不振で、レギュラーシーズン終盤の10月2日に出場選手登録を抹消。チームはレギュラーシーズン2位でクライマックスシリーズのファーストステージ（3位の読売ジャイアンツと甲子園球場で対戦）に臨んだが、自身は再び登録されながら出場の機会がなく、チームもステージ敗退を喫した。レギュラーシーズンでは一軍公式戦120試合の出場で、打率.248、101安打、20本塁打、65打点と前年を上回る成績を記録。しかし、翌2022年に向けた球団の戦力構想から外れたため、12月1日には退団することが球団から正式に発表された。

### 阪神退団後
2022年には、現役続行を目標にアメリカでトレーニングを続けていた。しかし、希望していたチームからのオファーは届かず、シーズン中の6月に現役を引退した。

### 現役引退後
2022年12月3日に、阪神の駐米スカウトへ就任することが発表された。2008年から駐米スカウトを務めてきたアンディ・シーツが退任を申し出たことに伴う就任で、2023年1月から活動を開始、2024年で退任した。
2025年2月、臨時コーチとして阪神の春季キャンプに参加。

## 選手としての特徴
KBO時代に起亜タイガースのコーチとしてサンズのプレーを見ていた正田耕三（元・広島内野手および阪神コーチ）は、サンズの阪神入団に際して、「右方向への打球が多くて選球眼が良い。レフトポールではなく、広角打法でセンター中心から右方向に打球を飛ばせる。彼のパワーなら、（右から左に吹くことで打球が右方向に飛びにくい）甲子園球場の浜風に負けない」と評価していた。入団1年目（2020年）の春季キャンプで視察に訪れた岡田彰布（当時は野球解説者・野球評論家）も、「広い甲子園で右中間や左中間に長打力を打てるほどの対応力がある。もしかしたらボーアよりも成績残すかもしれないし、（本職の）外野より一塁の方が守備のセンスがあるね。一塁を1年間守らせたら、ホセ・ロペス、ビシエド、アンディ・シーツ、ジョージ・アリアスみたいに（セントラル・リーグの一塁手部門で）ゴールデングラブ賞を取れますよ。自分が監督の立場なら、（サンズを）すぐに一塁に転向させる」とまで絶賛された。ちなみに、2021年8月14日の対広島戦（京セラドーム大阪）では、第2打席に18号ソロ本塁打、第3打席で2打席連続（19号3点）本塁打を記録。18号の打球は左翼の5階席まで飛んだほか、左翼の7階席に飛び込んだ19号の打球については、飛距離を正確に測定できていないものの「京セラドームでの公式戦史上最長」と報じられていた。また、『サンテレビボックス席』の中継で解説していた岡田や下柳剛（いずれも阪神OB）に、「今までこの球場で本塁打をたくさん見てきたけど、あっこ（7階席）まで打球を飛ばした選手は見たことない。飛び過ぎよ」と言わしめた。
阪神へ入団した2020年の春季キャンプでは、「（2010年から6年間の在籍期間中に外国人選手としての球団最多安打記録などを樹立した）マット・マートンの再来」との報道が先行する一方で、外国人選手にしては珍しく居残り特打や特守などにも参加。この年から一軍ヘッドコーチに就任した井上一樹、一軍打撃コーチの新井良太だけにとどまらず、「外国人選手の教育係」としてキャンプに同行していた駐米スカウト（シーツとジェフ・ウィリアムス）からのアドバイスも聞き入れていたほか、マートンとのオンライントークを通じて日本語や日本食について勉強していた。
温厚な性格と、フォア・ザ・チームの精神を持ち合わせている。2020年の阪神春季キャンプ中の練習試合にスタメンで一塁の守備に就いていたところ、遊撃手・木浪聖也から自分への送球が逸れたため、攻守交代後に通訳を交えながらベンチで木浪を叱り飛ばしていた。

## エピソード
本人曰く「日本語をあまり話せない」とのことだが、阪神への在籍中はチームの関係者とのコミュニケーションに積極的で、2年目の2021年には近畿大学から入団したばかりの佐藤輝明にバッティングを指導したこともある。
阪神時代には、本塁打を放った際に小走りしながら手をひらひらさせる「ハッピーハンズ」（いわゆる「エアハイタッチ」の一種）が人気で、入団1年目のシーズン途中から「ハッピーハンズ」にちなんだ応援グッズ（本人の似顔絵とポーズを描いたイラスト入りのタオルなど）が球団公認の下で作られたほどだった。

## 詳細情報

### 年度別打撃成績
| 年 度    | 球 団           | 試 合 | 打 席 | 打 数 | 得 点 | 安 打 | 二 塁 打 | 三 塁 打 | 本 塁 打 | 塁 打 | 打 点 | 盗 塁 | 盗 塁 死 | 犠 打 | 犠 飛 | 四 球 | 敬 遠 | 死 球 | 三 振 | 併 殺 打 | 打 率 | 出 塁 率 | 長 打 率 | O P S |
| -------- | --------------- | ----- | ----- | ----- | ----- | ----- | -------- | -------- | -------- | ----- | ----- | ----- | -------- | ----- | ----- | ----- | ----- | ----- | ----- | -------- | ----- | -------- | -------- | ----- |
| 2011     | LAD             | 61    | 227   | 198   | 20    | 50    | 15       | 0        | 4        | 77    | 26    | 3     | 3        | 2     | 1     | 25    | 0     | 1     | 51    | 5        | .253  | .338     | .389     | .727  |
| 2012     | LAD             | 9     | 24    | 23    | 2     | 4     | 2        | 0        | 0        | 6     | 1     | 0     | 0        | 0     | 0     | 1     | 0     | 0     | 9     | 0        | .174  | .208     | .261     | .469  |
| 2014     | TB              | 12    | 22    | 21    | 1     | 4     | 0        | 0        | 1        | 7     | 4     | 0     | 0        | 0     | 0     | 0     | 0     | 1     | 6     | 2        | .190  | .227     | .333     | .561  |
| 2015     | CLE             | 50    | 133   | 123   | 11    | 29    | 5        | 1        | 4        | 48    | 19    | 0     | 0        | 0     | 1     | 9     | 0     | 0     | 36    | 0        | .236  | .286     | .390     | .676  |
| 2016     | CWS             | 24    | 58    | 55    | 2     | 13    | 0        | 0        | 1        | 16    | 7     | 0     | 0        | 0     | 0     | 3     | 0     | 0     | 24    | 3        | .236  | .276     | .291     | .567  |
| 2018     | ネクセン キウム | 25    | 93    | 86    | 17    | 27    | 1        | 1        | 12       | 66    | 37    | 0     | 1        | 0     | 1     | 6     | 0     | 0     | 27    | 2        | .314  | .355     | .767     | 1.122 |
| 2019     | ネクセン キウム | 139   | 613   | 525   | 100   | 160   | 39       | 1        | 28       | 285   | 113   | 1     | 2        | 0     | 5     | 77    | 1     | 6     | 101   | 17       | .305  | .396     | .543     | .939  |
| 2020     | 阪神            | 110   | 443   | 377   | 47    | 97    | 16       | 0        | 19       | 170   | 64    | 2     | 1        | 0     | 2     | 61    | 2     | 3     | 106   | 11       | .257  | .363     | .451     | .814  |
| 2021     | 阪神            | 120   | 461   | 408   | 47    | 101   | 21       | 1        | 20       | 184   | 65    | 1     | 1        | 0     | 3     | 49    | 5     | 1     | 89    | 11       | .248  | .328     | .451     | .779  |
| MLB：5年 | MLB：5年        | 156   | 464   | 420   | 36    | 100   | 22       | 1        | 10       | 154   | 57    | 3     | 3        | 2     | 2     | 38    | 0     | 2     | 126   | 10       | .238  | .303     | .367     | .670  |
| KBO：2年 | KBO：2年        | 164   | 706   | 611   | 117   | 187   | 40       | 2        | 40       | 351   | 150   | 1     | 3        | 0     | 6     | 83    | 1     | 6     | 128   | 19       | .306  | .391     | .574     | .965  |
| NPB：2年 | NPB：2年        | 230   | 904   | 785   | 94    | 198   | 37       | 1        | 39       | 354   | 129   | 3     | 2        | 0     | 5     | 110   | 7     | 4     | 195   | 22       | .252  | .345     | .451     | .796  |

- 2021年度シーズン終了時
- 各年度の太字はリーグ最高
- ネクセン・ヒーローズは、2019年にキウム・ヒーローズと球団名を変更

### 年度別守備成績
| 年 度 | 球 団 | 中堅（CF） | 中堅（CF） | 中堅（CF） | 中堅（CF） | 中堅（CF） | 中堅（CF） | 左翼（LF） | 左翼（LF） | 左翼（LF） | 左翼（LF） | 左翼（LF） | 左翼（LF） | 右翼（RF） | 右翼（RF） | 右翼（RF） | 右翼（RF） | 右翼（RF） | 右翼（RF） | 外野（OF） | 外野（OF） | 外野（OF） | 外野（OF） | 外野（OF） | 外野（OF） | 一塁（1B） | 一塁（1B） | 一塁（1B） | 一塁（1B） | 一塁（1B） | 一塁（1B） |
| 年 度 | 球 団 | 試 合      | 刺 殺      | 補 殺      | 失 策      | 併 殺      | 守 備 率   | 試 合      | 刺 殺      | 補 殺      | 失 策      | 併 殺      | 守 備 率   | 試 合      | 刺 殺      | 補 殺      | 失 策      | 併 殺      | 守 備 率   | 試 合      | 刺 殺      | 補 殺      | 失 策      | 併 殺      | 守 備 率   | 試 合      | 刺 殺      | 補 殺      | 失 策      | 併 殺      | 守 備 率   |
| ----- | ----- | ---------- | ---------- | ---------- | ---------- | ---------- | ---------- | ---------- | ---------- | ---------- | ---------- | ---------- | ---------- | ---------- | ---------- | ---------- | ---------- | ---------- | ---------- | ---------- | ---------- | ---------- | ---------- | ---------- | ---------- | ---------- | ---------- | ---------- | ---------- | ---------- | ---------- |
| 2011  | LAD   | 1          | 0          | 0          | 0          | 0          | ----       | 41         | 61         | 4          | 0          | 0          | 1.000      | 22         | 28         | 2          | 0          | 1          | 1.000      | -          | -          | -          | -          | -          | -          | 6          | 28         | 0          | 0          | 3          | 1.000      |
| 2012  | LAD   | -          | -          | -          | -          | -          | -          | 6          | 6          | 0          | 0          | 0          | 1.000      | 1          | 2          | 0          | 0          | 0          | 1.000      | -          | -          | -          | -          | -          | -          | 1          | 9          | 1          | 0          | 1          | 1.000      |
| 2015  | CLE   | -          | -          | -          | -          | -          | -          | 7          | 14         | 14         | 0          | 0          | 1.000      | 32         | 32         | 1          | 0          | 0          | 1.000      | -          | -          | -          | -          | -          | -          | 11         | 78         | 4          | 0          | 2          | 1.000      |
| 2016  | CWS   | -          | -          | -          | -          | -          | -          | 3          | 0          | 0          | 0          | 0          | ----       | 1          | 0          | 0          | 0          | 0          | ----       | -          | -          | -          | -          | -          | -          | 4          | 27         | 4          | 0          | 2          | 1.000      |
| 2020  | 阪神  | -          | -          | -          | -          | -          | -          | -          | -          | -          | -          | -          | -          | -          | -          | -          | -          | -          | -          | 109        | 143        | 4          | 2          | 1          | .987       | -          | -          | -          | -          | -          | -          |
| 2021  | 阪神  | -          | -          | -          | -          | -          | -          | -          | -          | -          | -          | -          | -          | -          | -          | -          | -          | -          | -          | 91         | 136        | 4          | 7          | 2          | .952       | 18         | 162        | 12         | 2          | 9          | .989       |
| MLB   | MLB   | 1          | 0          | 0          | 0          | 0          | ----       | 57         | 81         | 4          | 0          | 0          | 1.000      | 56         | 62         | 3          | 0          | 1          | 1.000      | -          | -          | -          | -          | -          | -          | 22         | 142        | 9          | 0          | 8          | 1.000      |
| NPB   | NPB   | -          | -          | -          | -          | -          | -          | -          | -          | -          | -          | -          | -          | -          | -          | -          | -          | -          | -          | 200        | 279        | 8          | 9          | 3          | .970       | 18         | 162        | 12         | 2          | 9          | .989       |

- 2021年度シーズン終了時
- 各年度の太字はリーグ最高

### タイトル
KBO
- 打点王：1回（2019年）

### 表彰
KBO
- ゴールデングラブ賞：1回（外野手部門：2019年）

### 記録

#### NPB
初記録
- 初出場・初先発出場：2020年6月27日、対横浜DeNAベイスターズ2回戦（横浜スタジアム）、「6番・左翼手」で先発出場
- 初打席：同上、1回表にマイケル・ピープルズから見逃し三振
- 初安打・初本塁打・初打点：同上、9回表に山﨑康晃から左越逆転決勝3ラン
- 初盗塁：2020年9月13日、対広島東洋カープ17回戦（阪神甲子園球場）、7回裏に二盗（投手：島内颯太郎、捕手：坂倉将吾）

### 背番号
- 47（2011年 - 2012年）
- 19（2014年）
- 40（2015年）
- 41（2016年）
- 45（2018年 - 2019年）
- 52（2020年 - 2021年）

### 登場曲
- 「GOOD TIME」Niko Moon（英語版）（2020年）
- 「Thunderstruck」AC/DC（2021年）